# Harrie Winkelmolen
Harrie Winkelmolen (Neer, 23 oktober 1964) is een voormalig Nederlands voetballer die tijdens zijn profloopbaan uitkwam voor FC VVV. Hij speelde doorgaans als middenvelder.
Als jeugdspeler van RKSVN werd Winkelmolen geselecteerd voor het Limburgse amateurelftal. In 1983 maakte hij de overstap naar FC VVV. De rechtshalf maakte er op 24 november 1984 zijn competitiedebuut in een thuiswedstrijd tegen DS '79 (3-0). Zijn profloopbaan zou beperkt blijven tot dat ene optreden. Na afloop van het seizoen 1985-86 keerde hij terug naar de amateurs. Daar speelde Winkelmolen nog voor achtereenvolgens RFC Roermond, VV Sittard, PSV '35 en VV Veritas.

## Statistieken
| Seizoen         | Club            | Competitie      | Competitie | Competitie | Beker | Beker | Playoff | Playoff | Totaal | Totaal |
| Seizoen         | Club            | Competitie      | Wed.       | Dlp.       | Wed.  | Dlp.  | Wed.    | Dlp.    | Wed.   | Dlp.   |
| --------------- | --------------- | --------------- | ---------- | ---------- | ----- | ----- | ------- | ------- | ------ | ------ |
| 1984/85         | FC VVV          | Eerste divisie  | 1          | 0          | 0     | 0     | –       | –       | 1      | 0      |
| 1985/86         | VVV             | Eredivisie      | 0          | 0          | 0     | 0     | –       | –       | 0      | 0      |
| Carrière totaal | Carrière totaal | Carrière totaal | 1          | 0          | 0     | 0     | 0       | 0       | 1      | 0      |